# 千代田 (相模原市)
千代田（ちよだ）は、神奈川県相模原市中央区の町名。現行行政地名は千代田一丁目から千代田七丁目。住居表示実施済区域。

## 地理
中央区の中央部に位置し、東に相生、南に並木と光が丘、西に星が丘、北西に横山と中央、北に富士見と接している。

### 地価
住宅地の地価は、2023年（令和5年）1月1日の公示地価によれば、千代田7-7-16の地点で16万8000円/m2となっている。

## 世帯数と人口
2020年（令和2年）10月1日現在（国勢調査）の世帯数と人口（総務省調べ）は以下の通りである。
| 丁目         | 世帯数    | 人口    |
| ------------ | --------- | ------- |
| 千代田一丁目 | 536世帯   | 1,072人 |
| 千代田二丁目 | 502世帯   | 1,084人 |
| 千代田三丁目 | 609世帯   | 1,304人 |
| 千代田四丁目 | 435世帯   | 1,046人 |
| 千代田五丁目 | 518世帯   | 1,102人 |
| 千代田六丁目 | 577世帯   | 1,217人 |
| 千代田七丁目 | 546世帯   | 1,196人 |
| 計           | 3,723世帯 | 8,021人 |

### 人口の変遷
国勢調査による人口の推移。
| 年                 | 人口  |
| ------------------ | ----- |
| 1995年（平成7年）  | 8,367 |
| 2000年（平成12年） | 8,434 |
| 2005年（平成17年） | 8,300 |
| 2010年（平成22年） | 8,077 |
| 2015年（平成27年） | 8,007 |
| 2020年（令和2年）  | 8,021 |

### 世帯数の変遷
国勢調査による世帯数の推移。
| 年                 | 世帯数 |
| ------------------ | ------ |
| 1995年（平成7年）  | 3,082  |
| 2000年（平成12年） | 3,327  |
| 2005年（平成17年） | 3,468  |
| 2010年（平成22年） | 3,507  |
| 2015年（平成27年） | 3,546  |
| 2020年（令和2年）  | 3,723  |

## 学区
市立小・中学校に通う場合、学区は以下の通りとなる（2022年8月時点）。
| 丁目           | 番地                 | 小学校                 | 中学校               |
| -------------- | -------------------- | ---------------------- | -------------------- |
| 一丁目         | 全域                 | 相模原市立中央小学校   | 相模原市立中央中学校 |
| 二丁目         | 全域                 | 相模原市立星が丘小学校 | 相模原市立中央中学校 |
| 三丁目         | 1番、2番、11番～20番 | 相模原市立富士見小学校 | 相模原市立中央中学校 |
| 三丁目         | 3番～10番            | 相模原市立星が丘小学校 | 相模原市立中央中学校 |
| 四丁目～七丁目 | 全域                 | 相模原市立星が丘小学校 | 相模原市立弥栄中学校 |

## 事業所
2021年（令和3年）現在の経済センサス調査による事業所数と従業員数は以下の通りである。
| 丁目         | 事業所数  | 従業員数 |
| ------------ | --------- | -------- |
| 千代田一丁目 | 73事業所  | 731人    |
| 千代田二丁目 | 54事業所  | 499人    |
| 千代田三丁目 | 42事業所  | 229人    |
| 千代田四丁目 | 29事業所  | 150人    |
| 千代田五丁目 | 42事業所  | 210人    |
| 千代田六丁目 | 51事業所  | 592人    |
| 千代田七丁目 | 34事業所  | 203人    |
| 計           | 325事業所 | 2,614人  |

### 事業者数の変遷
経済センサスによる事業所数の推移。
| 年                 | 事業者数 |
| ------------------ | -------- |
| 2016年（平成28年） | 374      |
| 2021年（令和3年）  | 325      |

### 従業員数の変遷
経済センサスによる従業員数の推移。
| 年                 | 従業員数 |
| ------------------ | -------- |
| 2016年（平成28年） | 2,646    |
| 2021年（令和3年）  | 2,614    |

## 交通

### 鉄道
町内に鉄道駅はない。

### 道路
町内を通過する国道、県道はない。

## 施設
- 相模原千代田郵便局

## その他

### 日本郵便
- 郵便番号 : 252-0237[3]（集配局 : 相模原郵便局[15]）。